# Deropeltis wahlbergi
Deropeltis wahlbergi es una especie de cucaracha del género Deropeltis, familia Blattidae.

## Distribución
Esta especie se encuentra en Sudáfrica, Mozambique, Zimbabue y Zambia.